# Santa Maria in Trastevere (församling)
Santa Maria in Trastevere är en församling i Trastevere i Roms stift.
Till församlingen Santa Maria in Trastevere hör följande kyrkobyggnader:
- Santa Maria in Trastevere
- San Callisto
- San Pietro in Montorio
- Sant'Egidio
- Santa Margherita in Trastevere
- Sant'Antonio Maria Zaccaria
- Santa Maria Addolorata in Trastevere
- Sante Rufina e Seconda